# عشق آباد
عشق آباد (بالتركمانية:Aşgabat بالروسية:Ашхабáд وتلفظ آشقآباد) هي عاصمة تركمانستان وأكبر مدنها. يبلغ عدد سكانها 1,031,992 نسمة. تقع هذه المدينة بين صحراء «قَرَه-قُم» وسلسلة جبال كوبه داغ. تمر قناة قَرَه-قُم التي تنقل مياه نهر جيجون عبر المدينة من الشرق إلى الغرب. مُعظم سكان عشق آباد من أصول تركمانية مع أقليات عرقية من الروس والأرمن والأذر. دخلت المدينة موسوعة غينيس للأرقام القياسية عدة مرات بعد تسجيل أعلى سارية علم وأكبر مجمع نوافير وأكبر تجسيد عمراني لنجمة وبصفتها المدينة ذات أكبر كثافة لأبنية الرخام الأبيض، ويوجد في المدينة 543 مبنى رخاميا فاخرا، بالرغم من ذلك يشار إليها باسم مدينة الموتى؛ لأنها تبدو فارغة، ويرجع ذلك جزئيا إلى ثقافة البلد المعزولة، إذ تعد تركمانستان واحدة من أقل البلدان زيارة في العالم.

## التسمية
اسم «عشق آباد»، وتلفظ بالتركمانية كـ«اشكاباد»، تعني «المدينة المحبوبة» بالتركمانية سميت تيمنا بمستعمرة «اشكاباد» التي بنيت بجوارها. وتعتبر المدينة امتدادا لمدينة نسا المعروفة في التاريخ الإسلامي. يرى بعض الأكاديميين التركمان أن اسم المدينة يعود إلى عصور الإمبراطورية البارثية التي قامت في القرن الثالث ما قبل الميلاد، وأنه نسبة لـ «ادأرشاك» مؤسس السلالة، وكانت بالأصل «أرشاك باد» (أي مدينة أرشاك).
تكتب بالتركمانية على شكل "Aşgabat"، وبالروسية على شكل "Ашхабад"، وبالفارسية على شكل (عشق‌آباد).
بين سنتي 1919 و1927، غير اسم المدينة إلى «بولتوراتسك» إثر الثورة الداخلية التي حصلت في البلاد ضد حكم البولشفيك.

## التاريخ
مدينة عشق آباد هي حديثة نوعا ما، إذ أنها بُنيت كمحمية عام 1881. أُنشأت على أنقاض قرية كونجيكالا، بالقرب من موقع نسا (المدينة الإسلامية التاريخية والتي تعتبر امتداد تاريخي لها)، التي اشتهرت بنبيذها في القرن الثاني ما قبل الميلاد والتي تهدمت إثر زلزال في آخر قرون ما قبل الميلاد. اُعيد بناء كونجيكالا بعد تهدمها لكونها على طريق تجارة الحرير وازدهرت حتى دمرها المغول في القرن الثالث عشر الميلادي حيث تحولت لقرية صغيرة. ضمتها الإمبراطورية الروسية في القرن التاسع عشر الميلادي بعد استيلائها من الفرس إثر معركة غيوك تيبي وإثر توقيع معاهدة آخال. اهتم الروس بإعمارها لقربها من بلاد الفرس التي كانت تحت تأثير البريطانيين مما أدى إلى نموها على النمط الأوروبي الزاهي بمتاجرها وفنادقها وأبنيتها الحديثة.
في كانون الأول/ديسمبر من عام 1917، فرض الروس الحكم السوفييتي على المدينة. في تموز/يوليو 1918، قام تحالف من المنشفيك والاشتراكيون الثوريون ومؤيدي القيصر وقدامى ضباط الجيش الإمبراطوري، بدعم من البريطانيين، بثورة مضادة ضد الحكم البلشفي وأسسوا لجنة العشق آباد التنفيذية. لكن البريطانيون انسحبوا في نيسان/أبريل 1919 مما أحبط الثورة وأعاد حكم السوفييت إلى المدينة.
في عام 1919، غُير اسم المدينة إلى «بولتوراسك» نسبة إلى بافل بولتوراتسكي، رئيس اللجنة التنفيذية لجمهورية تركمنستان السوفياتية المستقلة. وعند إنشاء جمهورية تركمان السوفياتية، في عام 1924، أصبحت بولتوراسك العاصمة الرسمية لها. وشهدت المدينة تطوراً عمرانياً وصناعياً وثقافياً ضخماً وفي عام 1929، أعيد اعتماد «عشق آباد» كالإسم الرسمي مرة أخرى. وفي 6 تشرين الأول/أكتوبر من عام 1948، ضرب زلزال بقوة 7.3 على مقياس ريختر قضى على أكثر من 110 الاف نسمة ما يعادل ثلثي سكان المدينة  مع أن الرواية الرسمية السوفياتية رجحت عدد القتلى بـ 40 ألفا.
في تموز/يوليو 2003، اعتمدت الأرقام الرباعية الأعداد في تسمية كل شوارع المدينة بخلاف 9 شوارع رئيسية سموا بأسماء رئيس الدولة نيازوف وعائلته. وعين رقم 2000 كرقم لشارع القصر الرئاسي كدلالة على بداية الألفية الثالثة.
في عام 2013، حصدت المدينة العديد من التنويهات من موسوعة غينيس كالمدينة الأولى في العالم من حيث عدد المباني الرخامية.

### معالم تاريخية مهمة
- 1882-1918: أصبحت المركز الإداري لمنطقة قزوين الشاملة.
- 1918-1925: أصبحت المركز الإداري لمنطقة جمهورية تركستان السوفييتية.
- 1991-1925: أصبحت عاصمة جمهورية تركستان السوفييتية.
- منذ 1991: أصبحت عاصمة جمهورية تركمنستان المستقلة.

## أحياؤها
تقسم عشق آباد إلى الأحياء التالية:
1. أرشبيل ((بالتركمانية: Arçabil etraby), Арчабильский)
2. بيركارارلي ((بالتركمانية: Berkararlyk etraby), Беркарарлыкский)
3. كوبتاغ ((بالتركمانية: Köpetdag etraby), Копетдагский)
4. باكتيارلك ((بالتركمانية: Bagtyýarlyk etraby), Багтырялыкский)
5. شانديبيل ((بالتركمانية: Çandybil etraby), Чандыбильский)

في عام 2013، أنشئت المدينة الأحياء التالية:
1. آبادان ((بالتركمانية: Abadan etraby), Абаданский)
2. روهاباد ((بالتركمانية: Ruhabat etraby), Рухабадский)

## التركيبة السكانية
بحسب إحصائيات عام 2012، يتشكل سكان المدينة، البالغ عددهم مليون نسمة، من 85٪ من التركمان، 7.7٪ من الروس و 1.5٪ من الأرمن و 1.1٪ من الترك و 1.1٪ من الأوزبك و 1٪ من الآذريين.

## العمارة

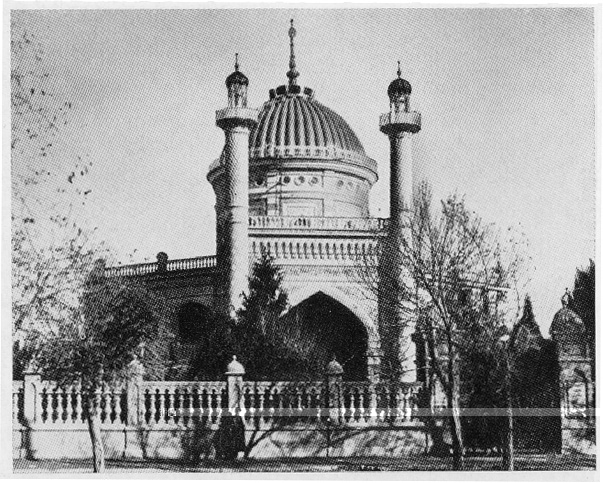
مشرق الاذكار البهائي، 1908م.

في فترة الحكم الإمبراطوري الروسي للمدينة، ازداد أعداد أتباع البهائيين إلى أكثر من 1000 شخص مما سمح للمجتمع البهائي ببناء بمدارسهم ومبانيهم ومرافقهم الصحية الخاصة بهم. وفي عام 1908، أتم البهائيون إنشاء أول مشارق الاذكار (اسم يطلق على دور عبادتهم) وسمحوا لأتباع جميع الديانات والطوائف بعبادة الله فيه من دون تفرقة. وتم تصميم البناء بتوجيهات عبد البهاء وبناه الأستاذ علي أكبر بنا يزدي والذي كتب أيضا تاريخ البهائيين في عشق آباد. أُحيط بيت العبادة بالحدائق وأربعة مباني: مدرسة، نزل للبهائيين الزوار، مستشفى صغير وسكن للمشرفين على الدار. وفي عام 1928، أخلي المبنى بناء على الأوامر السوفييتية المعادية للعبادات، وبين عامي 1938 وحتى عام 1948 تحول إلى معرض للفنون. وتضرر كثيراً بفعل زلزال عام 1948 وتم هدمه عام 1963.

### فترة ما بعد 1991
بعد انتهاء الحكم السوفييتي عام 1991، بدأت الحكومة بإنشاء المباني الشاهقة في المدينة ووصل علو المباني إلى 12 طابقا، واستعملوا تقنيات حديثة مقاومة للزلازل. بنيت معظم هذه العمارات السكنية بالرخام الأبيض وخصصت الطوابق السفلية للمتاجر. وتم نقل «نصب الحيادية» من موقعه الأصلي في وسط المدينة إلى موقع جديد جنوب المدينة. وبني «برج تركمانستان» بعلو 211م ليصبح أعلى مبنى في البلاد. واهتمت الحكومة في تطوير شارع أرخبيل الرئيسي فبنت الوزارات والدوائر الحكومية والمراكز الثقافية والتربوية والبحثية حوله.

## الاقتصاد
الصناعات الأساسية في المدينة هي المنسوجات القطنية وصناعات المعادن. ومما ساعد اقتصادها هو موقعها كمحطة أساسية على طريق سكك حديد وسط آسيا. وتؤمن الدوائر الحكومية أكبر نسبة من الوظائف لأبناء المدينة. وهناك عدد كبير من الأجانب الذين يعملون في السلك الديبلوماسي. وأعطت اسمها لاتفاقية إقليمية هي «اتفاقية عشق آباد» بين الهند وسلطنة عمان وإيران وتركمانستان وأوزبكستان وكازاخستان التي وضعت أسس التنقل والنقل بين وسط آسيا والخليج العربي.

### الصناعة
يوجد في عشق آباد 43 مؤسسة صناعية كبرى و 128 متوسطة وأكثر من 1700 منشأة صناعية صغيرة بداخل المدينة وضواحيها. من أهمها شركة "اشنيفتيماش" و"توركمنكابل" و"مجمع تركمنباشي" للنسيج".

### التسوق

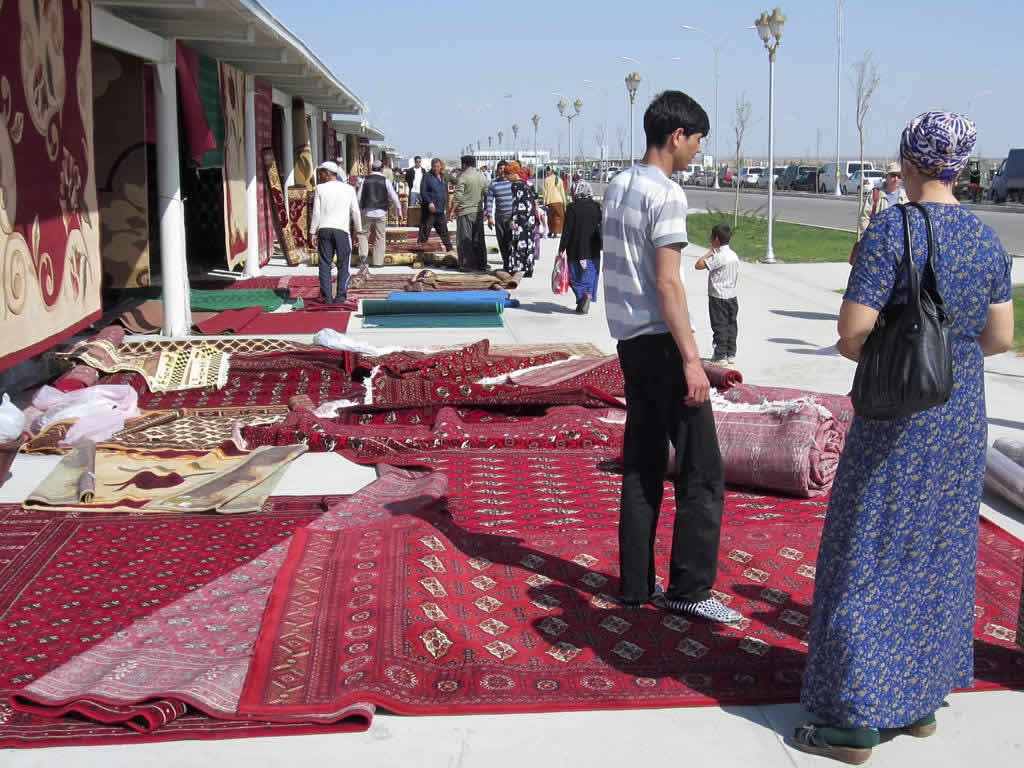
سجاد تركماني في سوق آلتين آسير بازار

يعتبر سوق «آلتين آسير بازار» من أهم أسواق المدينة الذي يقصده المواطنون والسياح والذي يشتهر بالمنسوجات اليدوية والسجاد. ويوجد العديد من مراكز التسوق في وسط المدينة من أهمها سوق «يمباش» التركي وسوق «بايتاغت» وسوق «آشكاباد» والسوق الروسي و «تيكي بازار» و «داشوكوز بازار» وآخرون.

### النقل
مطار المدينة يدعى «مطار آشكاباد الدولي» حيث المكاتب الرئيسية لشركة طيران تركمنستان الوطنية. كما توفر خدمات جوية داخل تركمنستان وخارجها بخاصة لدول كومنولث الدول المستقلة. كما يستخدم المطار بعض شركات الطيران الدولية مثل طيران بيلافيا، لوفتهانزا، الخطوط الجوية التركية، فلاي دبي، خطوط جنوب الصين الجوية و الخطوط الجوية الأوزبكستانية.
يمر بعشق آباد خط سكك حديد وسط اسيا من (تركمانباشي - بلخانباد - بيركت - عشق آباد - ماري - تركماناباد) من الشرق إلى الغرب. وفي عام 2006 افتتح خط سكك قره قوم الذي يربط المدينة بشمال البلاد. وفي عام 2009، أعيد تهيأة محطة عشق آباد لسكك الحديد.
ويوجد في المدينة محطتي حافلات نقل عام واحدة بالقرب من سوق تيكي بازار وأخرى قرب المطار القديم. تشكل الحافلات جلّ خدمات النقل العام. هناك 60 خط للحافلات يغطون مسافة 2230 كيلومتر مستخدمين 700 حافلة. ويمكن إيجاد جداول ومخططات سير الحافلات في جميع مواقف النقل العام. المسافة بين مواقف الحافلات لا تتعدى 500م. قديما، بين عامي 1964 و 2011، اعتمدت المدينة نظام حافلات العربات الكهربائية. كما كان هناك قطار يعمل على البخار يصل المدينة بضاحية فيروزا.

## العلوم والتربية
تعتبر عشق آباد المركز التربوي والتعليمي في تركمنستان. تأسست جامعة تركمنستان الحكومية في المدينة عام 1950. وهناك جامعة تركمنستان الطبية الحكومية التابعة لوزارة الصحة بالتعاون مع الصناعات الطبية في البلد. ومن المؤسسات التعليمية المهمة: معهد تركمنستان الحكومي للإدارة والاقتصاد، ومعهد تركمنستان الحكومي للعمارة والهندسة المدنية، والمعهد الوطني للرياضة والسياحة في تركمنستان ومعهد تركمانستان الحكومي للنقل والاتصالات
وهناك جامعة أجنبية واحدة هي جامعة التركمان التركية الدولية.

## المناخ
بسبب وجود المدينة بين سلسلة جبال كوبيه-تاغ (تمتد لمسافة 25 كم) في الجنوب وصحراء قره-قم في الشمال، فإن مناخ المدينة هو صحراوي: حار وجاف في الصيف وبارد في شتائها القصير. معدل الحرارة في شهر تموز/يوليو تتراوح بين23.8 و 38.3 درجة مئوية أمّا في شهر كانون الثاني/يناير فتتراوح بين 0.4 تحت الصفر و 8.6 درجة مئوية. وكانت 47.2 درجة هي أعلى درجة حرارة سجلت في المدينة في كانون الثاني/يناير 1969. معدل الأمطار السنوية هي 201 ملم. يندر هطول الثلوج في المدينة.

## معالم المدينة
هناك العديد من المتاحف في المدينة أشهرها: متحف تركمانستان للفنون الجميلة ومتحف تركمانستان للسجاد (متخصص في حياكة السجاد) ومتحف عشق آباد الوطني للتاريخ (يعرض آثار تعود لحقبة الإمبراطورية البارثية). كما يعتبر معهد تركمانستان للعلوم من أهم المعاهد التربوية في البلد.
ويوجد في المدينة «نصب الحياد» الذي هو عبارة عن قوص ثلاثي القوائم يرتفع 75م ويعلوه تمثال ذهبي بعلو 15م لرئيس تركمانستان الراحل صفر مراد نيازوف (المعروف بتركمانباشي، أي زعيم التركمان). شيّد في عام 2011 «نصب الدستور» بارتفاع 185م مما يجعله ثاني اعلى مبنى في البلاد. ويوجد في المدينة مركز العالم للثقافة والترفيه والذي حصل على تنويه جائزة غينيس كأعلى دولاب فيريس مغطى في العالم. ونصب سارية علم عشقباد هو رابع أعلى سارية في العالم إذ يبلغ علوه 133م. ونافورة عشقباد هي أكبر نافورة بالعالم بعدد بركها. كما دخل برج تركمانستان سجلات غينيس كأكبر نصب لنجمة في العالم.

### القصور
- قصر أوكوزخان: المقر الرئاسي
- قصر روخيات: قصر المؤتمرات
- قصر باكت كوشكي (قصر الأعراس): مبنى السجلات الوطنية.[35]

### المسارح
- تركمنستانين بيك سابارميرات تركمنباشي أدنداكي باش دراما تياتري ((بالتركمانية: Türkmenistanyň Beýik Saparmyrat Türkmenbaşy adyndaky Baş drama teatry)): المسرح الدرامي الرئيسي الذي سُمّي تيمنا برئيس البلاد الراحل.
- ألب أرسلان أدنداكي ميلي ياشلار تياتري ((بالتركمانية: Alp Arslan adyndaky milli Ýaşlar teatry)): مسرح الشباب الوطني الذي سمي تيمنا بألب أرسلان.
- تركمان دولت كورجاك تياتري ((بالتركمانية: Türkmen Döwlet gurjak teatry)): مسرح الدمى.
- بوشكين أدنداكي دولت روس ((بالتركمانية: A. S. Puşkin adyndaky döwlet rus drama teatry)): مسرح بوشكين الروسي الحكومي.
- تركمنستانين دولة سيركي ((بالتركمانية: Türkmenistanyň Döwlet Sirki)): السيرك الحكومي التركمنستاني.

### الحدائق العامة والساحات
أنشأت أقدم حديقة في المدينة عام 1887. عقب الاستقلال، أقامت بلدية المدينة العديد من الحدائق العامة والمساحات الخضراء المفتوحة كما عملت على المحافظة على رونقها وصيانتها. من أهم هذه الأماكن: الحديقة النباتية، غونيش، حديقة الصداقة التركمانية-التركية. ويقع في وسط المدينة «زقاق الإلهام» ((بالتركمانية: Ylham seýilgähi)) الذي هو عبارة عن حديقة للفنون يرتادوها أهل المدينة على الدوام. وهناك منتزه «دنيا قصص تركمانستان» (Ertekiler Dünýäsi) التي تماثل ديزني وورلد.
ومن الساحات العامة: ساحة 10 سنوات من الاستقلال، ساحة ماكتيمغولي، ساحة الشعلة الخالدة، زيليلي، شيرشيك، كاراشيشاليك، ساحة 8 آذار/مارس، الدولفين، ساحة 15 سنة من الاستقلال، غيروكلي، ساحة روحيات وغيرها.

### مجمع ذكرى الشعب (هالك هاكيداسي)
افتتح عام 2014 مجمع ذكرى الشعب في غزب المدينة لإحياء ذكرى أهل المدينة الذين استشهدوا عبر التاريخ الحديث مثل شهداء معركة غوك تيبي عام 1881 والذين قضوا خلال الحرب العالمية الثانية وضحايا زلزال عام 1948.

### دور السينما
هناك العديد من دور السينما في عشق آباد منها «سينما أشقاباد» (سينما ثلاثية الأبعاد افتتحت عام 2011)، «سينما وطن» و«مسارح تركمانستان».

### المساجد
- مسجد أرتوغرول الغازي: هدية من الحكومة التركية والذي بني على نسق المسجد الأزرق في إسطنبول.
- مساجد في مناطق كيشي والمقاطعة الثامنة.
- المسجد الإيراني.

### الكنائس
- كنيسة القديس ألكسندر نيفسكي
- كنيسة القديس نيقولا صانع المعجزات
- بيت الصلاة لقيامة يسوع المسيح.

### الرياضة
أهم الملاعب الرياضية في عشقاباد هي: الملعب الأولمبي، استاد أشقاباد، حلقة التزلج الأولمبية الوطنية، مجمع الألعاب الشتوية، ومجمع الألعاب المائية.
تم اختيار مدينة عشق آباد كمضيفة للألعاب الآسيوية الخامسة لألعاب الصالات وفنون القتال كما كانت أول دولة تستضيف ألعاب القاعات المغلقة. ويتم حاليا تشييد المدينة الأولمبية في جنوب المدينة بتكلفة تصل 5 مليارات دولار.
نوادي المدينة لكرة القدم هم «التين أسير» و «نادي أشقباد لكرة القدم»، «نادي هازينا» وآخرون وهم مشاركون في دوري يوكاري الوطني.

## العلاقات الدولية
أقامت عشق آباد اتفاقيات توأمة مع المدن التالية:
- أثينا، اليونان
- ألباكركي، الولايات المتحدة
- انقرة، تركيا [39]
- كييف، أوكرانيا[40][41]

## معرض الصور

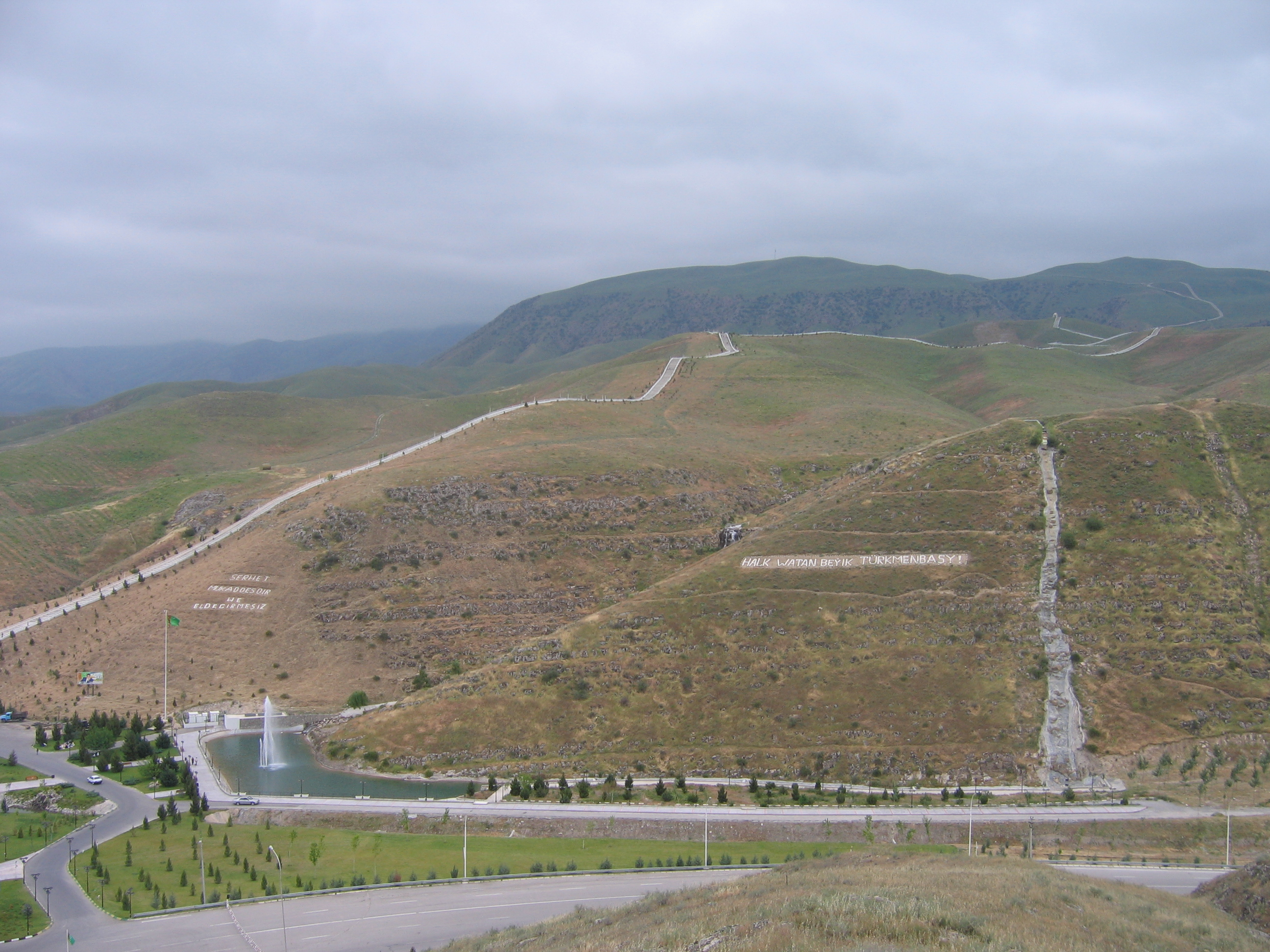
درب الصحة الطويل
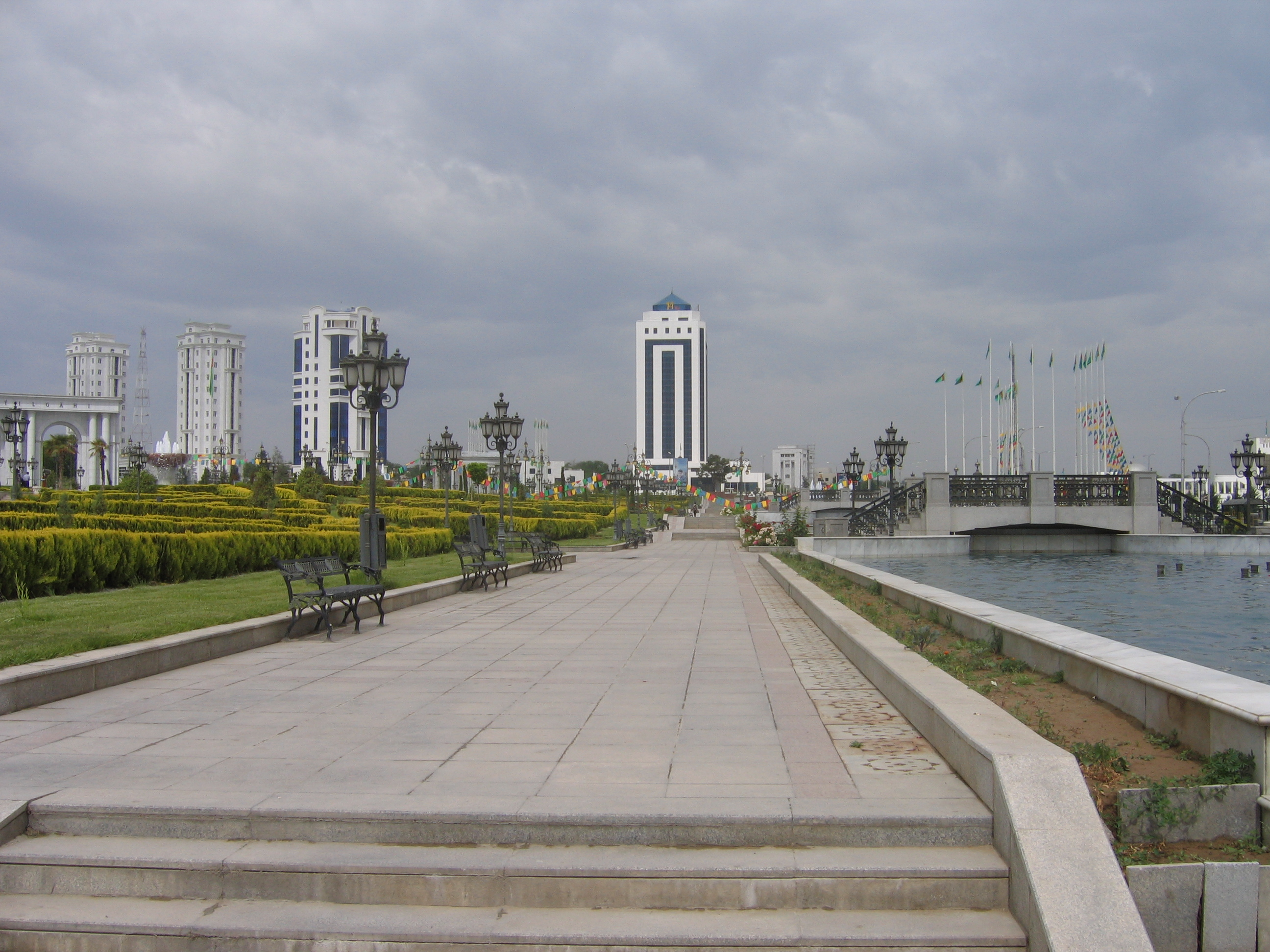
منظر للمدينة من حديقة أشقاباد العامة
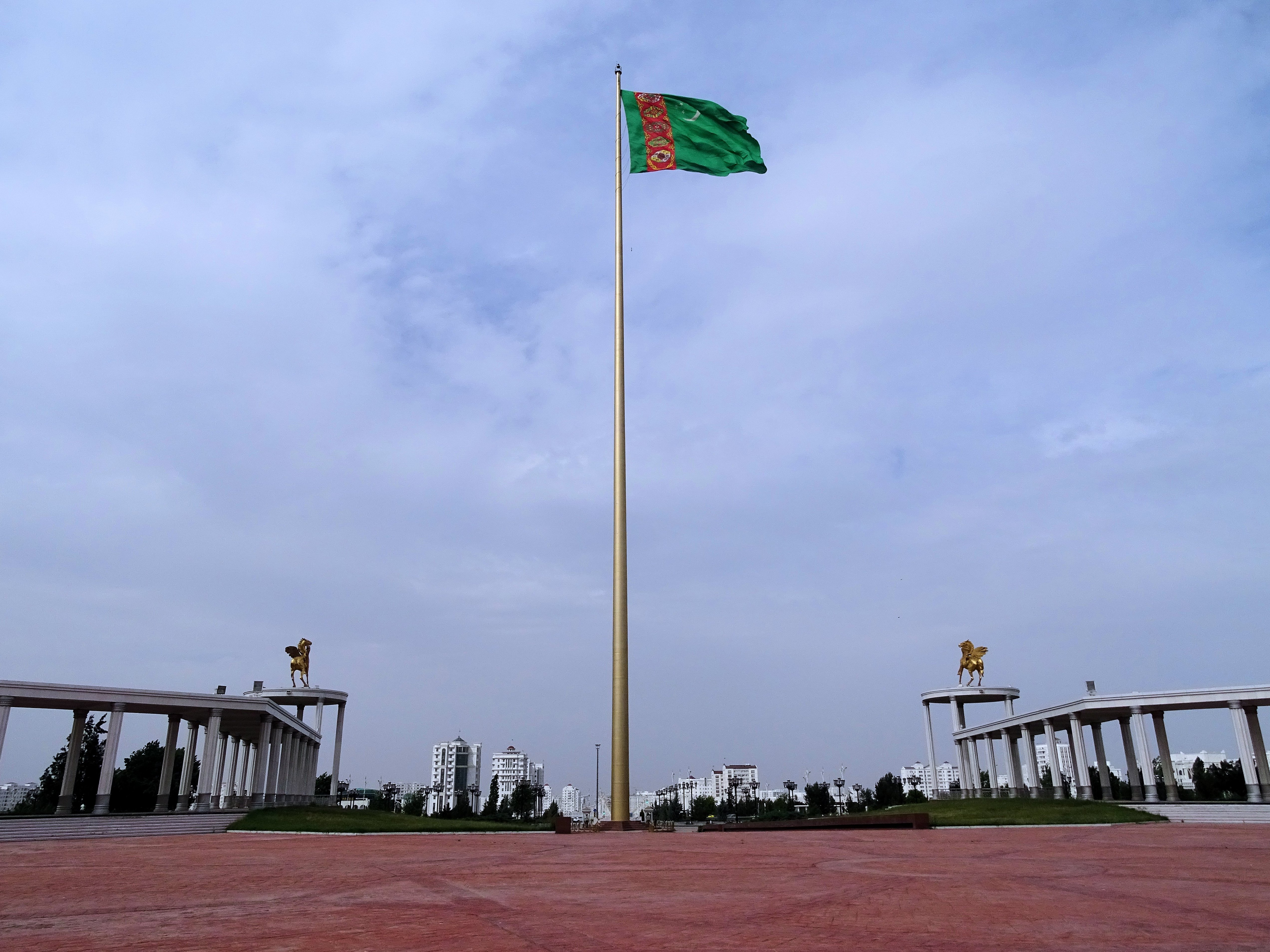
سارية عشق آباد

## روابط خارجية
- الموقع الرسمي
- معرض صور لمدينة عشق آباد - مقال مصور لموقع حديث اليوم.
- معرض صور لمدينة عشق آباد.
- معرض صور عشق آباد الحديثة .
- عشق آباد الحديثة (بالروسية).
- صور تراثية لمعبد بهائي في عشق آباد.
- www.ashgabatairport.com - مطار عشق آباد - صفحة غير رسمية (English).
- السياحة في عشق آباد.
- فيديو حول عشق آباد.
- «عشق آباد» مدينة الرخام الأبيض - مقال في جريدة البيان الإماراتية.